# Pilea crenata
Pilea crenata är en nässelväxtart som beskrevs av Nathaniel Lord Britton och Wilson. Pilea crenata ingår i släktet pileor, och familjen nässelväxter. Inga underarter finns listade i Catalogue of Life.